# Zwartkapiora
De zwartkapiora (Aegithina nigrolutea) is een zangvogel uit de familie Aegithinidae (iora's).

## Verspreiding en leefgebied
Deze soort komt voor in noordelijk India en Sri Lanka.

## Status
De grootte van de populatie is niet gekwantificeerd maar de soort wordt omschreven als plaatselijk algemeen in noordelijk India. Op de Rode lijst van de IUCN heeft deze soort de status niet bedreigd.